# ラスト・プリンセス 大韓帝国最後の皇女
『ラスト・プリンセス―大韓帝国最後の皇女―』（ラスト・プリンセス だいかんていこくさいごのこうじょ、原題：덕혜옹주）は、2016年公開の韓国映画。
李氏朝鮮国王・大韓帝国皇帝高宗の王女である徳恵翁主の生涯を、フィクションを交えつつ激動的に描いている。韓国では2016年8月3日に公開、日本でも2017年6月24日に公開された。

## キャスト
※括弧内は日本語吹替
- 徳恵翁主：ソン・イェジン / (13歳) キム・ソヒョン / (5歳) シン・リナ（小林さやか）
- キム・ジャンハン（和馬栄斗）：パク・ヘイル（野島裕史）
- ハン・テクス：ユン・ジェムン（山野井仁）
- 高宗：ペク・ユンシク（岩崎ひろし）
- ヤン貴人：パク・チュミ
- ポクスン：ラ・ミラン（山口協佳）
- 英親王：パク・スヨン
- イ・バンジャ（李方子）：戸田菜穂
- イ・ウ王子：コ・ス（加瀬康之）
- イ・ゴン ：チョン・セヒョン
- キム・ファンジン：アン・ネサン
- 宗武志：キム・ジェウク
- ポクトン：チョン・サンフン
- キム・ボングク：キム・デミョン
- 朴正煕：キム・スンフン
- 松沢病院看護師：秋葉里枝

## スタッフ
- 監督：ホ・ジノ
- 原作：クォン・ビヨン『朝鮮王朝最後の皇女 徳恵翁主』
- 脚本：ホ・ジノ、チェ・グノ、ソ・ユミン、イ・ハノル、キム・ヒョンジュン
- 撮影：イ・テユン
- プロダクションデザイン：チョ・ファソン
- 衣装：クォン・ユジン
- 音楽：チェ・ヨンナク
- キャスティング協力　: 木暮こずえ